# Universidad Agroecológica Nacional de Zhytomyr
La Universidad Agroecológica Nacional de Zhytomyr es la única institución agraria de educación superior con un perfil ecológico en Ucrania y la única universidad con estatus nacional en el Óblast de Zhytomyr. La Universidad ofrece especialidades en la mayoría de los sectores económicos nacionales en la Polesia ucraniana (oblastos de Zhytomyr, Rivne y Volyn). La universidad cuenta con unos siete mil estudiantes y se divide en ocho facultades (Agronomía, Tecnología de Producción y Procesamiento Animal, Veterinaria, Ingeniería Agrícola y Energética, Ecología y Derecho, Silvicultura, Contabilidad y Finanzas, Economía y Gestión) y 42 departamentos.

## Perfil internacional
La Universidad Agroecológica Nacional de Zhytomyr se convirtió el 6 de julio de 2017 en la primera entre las universidades agrícolas nacionales y la segunda institución de educación superior de Ucrania en unirse a la EUROSCI Network, una red de actores académicos internacionales que reúne a universidades, centros de investigación, departamentos y grupos de expertos con un interés compartido en el estudio de la Unión Europea y la integración europea desde un punto de vista científico. Una dirección importante de la actividad internacional es proporcionar a los estudiantes la oportunidad de estudiar las últimas tecnologías agrícolas y la organización de actividades comerciales en el campo del desarrollo agrícola en las economías agrícolas del Reino Unido, Alemania, Francia, Dinamarca, Países Bajos, Polonia, y Estados Unidos.